# Rhipidia submorioniella
Rhipidia submorioniella är en tvåvingeart som först beskrevs av Alexander 1956.  Rhipidia submorioniella ingår i släktet Rhipidia och familjen småharkrankar.
Artens utbredningsområde är Uganda. Inga underarter finns listade i Catalogue of Life.